# 미시시피주의 통계 지구

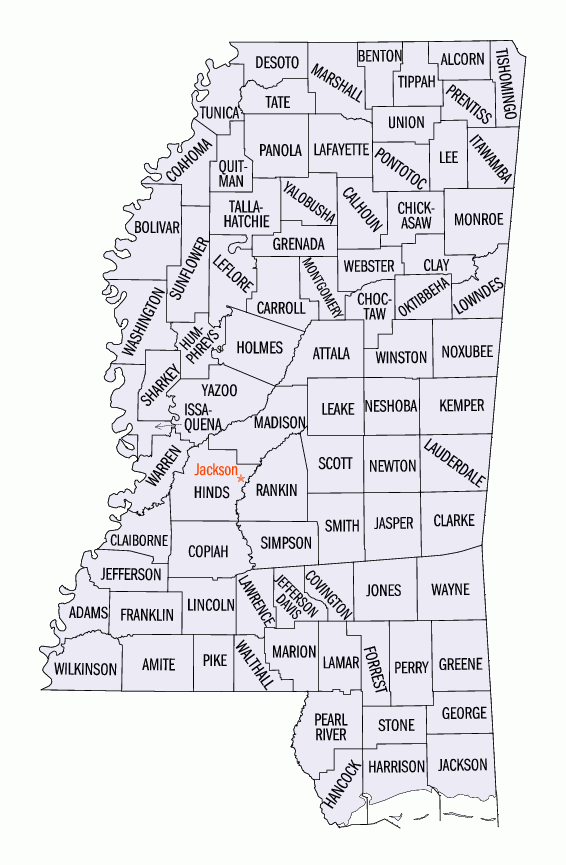
미시시피 주의 군들

미시시피의 주기

미시시피의 통계 지구(Mississippi Statistical Area)는 미시시피 주에 있는 통계 지구이다.

## 범례
| 범례      | 의미                                     |
| --------- | ---------------------------------------- |
|           | 테네시에 속하는 지역                     |
|           | 아칸소에 속하는 지역                     |
|           | 루이지애나에 속하는 지역                 |
|           | 2개의 주 이상에 걸친 지역(미시시피 해당) |
| 초록 글씨 | 다른 주에 속하는 지역의 인구 수          |
| 파란 글씨 | 미시시피와 다른 주에 걸친 지역의 인구 수 |

## 배치도
| 복합 통계 지구                | 인구              | 핵심 기반 통계 지구      | 인구              | 군                 | 인구      |
| ----------------------------- | ----------------- | ------------------------ | ----------------- | ------------------ | --------- |
| 잭슨-야주시티 지구            | 674,340           | 잭슨 지구                | 594,806           | 힌즈               | 231,840   |
| 잭슨-야주시티 지구            | 674,340           | 잭슨 지구                | 594,806           | 랭킨               | 155,271   |
| 잭슨-야주시티 지구            | 674,340           | 잭슨 지구                | 594,806           | 매디슨             | 106,272   |
| 잭슨-야주시티 지구            | 674,340           | 잭슨 지구                | 594,806           | 야주               | 29,690    |
| 잭슨-야주시티 지구            | 674,340           | 잭슨 지구                | 594,806           | 코피아             | 28,065    |
| 잭슨-야주시티 지구            | 674,340           | 잭슨 지구                | 594,806           | 심슨               | 26,658    |
| 잭슨-야주시티 지구            | 674,340           | 잭슨 지구                | 594,806           | 홈스               | 17,010    |
| 잭슨-야주시티 지구            | 674,340           | 빅스버그 지구            | 45,381            | 워런               | 45,381    |
| 잭슨-야주시티 지구            | 674,340           | 브룩헤이븐 지구          | 34,153            | 링컨               | 34,153    |
| 멤피스-포레스트시티 지구      | 1,371,039 258,192 | 멤피스 지구              | 1,346,045 258,192 | 셸비               | 937,166   |
| 멤피스-포레스트시티 지구      | 1,371,039 258,192 | 멤피스 지구              | 1,346,045 258,192 | 데소토             | 184,945   |
| 멤피스-포레스트시티 지구      | 1,371,039 258,192 | 멤피스 지구              | 1,346,045 258,192 | 팁턴               | 61,599    |
| 멤피스-포레스트시티 지구      | 1,371,039 258,192 | 멤피스 지구              | 1,346,045 258,192 | 크리텐던           | 47,955    |
| 멤피스-포레스트시티 지구      | 1,371,039 258,192 | 멤피스 지구              | 1,346,045 258,192 | 페이엣             | 41,133    |
| 멤피스-포레스트시티 지구      | 1,371,039 258,192 | 멤피스 지구              | 1,346,045 258,192 | 마셜               | 35,294    |
| 멤피스-포레스트시티 지구      | 1,371,039 258,192 | 멤피스 지구              | 1,346,045 258,192 | 테이트             | 28,321    |
| 멤피스-포레스트시티 지구      | 1,371,039 258,192 | 멤피스 지구              | 1,346,045 258,192 | 튜니카             | 9,632     |
| 멤피스-포레스트시티 지구      | 1,371,039 258,192 | 포레스트시티 지구        | 24,994            | 세인트프랜시스     | 24,994    |
| 해티즈버그-로럴 지구          | 253,330           | 해티즈버그 지구          | 168,849           | 포레스트           | 74,897    |
| 해티즈버그-로럴 지구          | 253,330           | 해티즈버그 지구          | 168,849           | 러마               | 63,343    |
| 해티즈버그-로럴 지구          | 253,330           | 해티즈버그 지구          | 168,849           | 커빙턴             | 18,636    |
| 해티즈버그-로럴 지구          | 253,330           | 해티즈버그 지구          | 168,849           | 페리               | 11,973    |
| 해티즈버그-로럴 지구          | 253,330           | 로럴 지구                | 84,481            | 존스               | 68,098    |
| 해티즈버그-로럴 지구          | 253,330           | 로럴 지구                | 84,481            | 재스퍼             | 16,383    |
| 터펄로-코린스 지구            | 203,079           | 터펄로 지구              | 166,126           | 리                 | 85,436    |
| 터펄로-코린스 지구            | 203,079           | 터펄로 지구              | 166,126           | 폰토톡             | 32,174    |
| 터펄로-코린스 지구            | 203,079           | 터펄로 지구              | 166,126           | 프렌티스           | 25,126    |
| 터펄로-코린스 지구            | 203,079           | 터펄로 지구              | 166,126           | 이타왐바           | 23,390    |
| 터펄로-코린스 지구            | 203,079           | 코린스 지구              | 36,953            | 알콘               | 36,953    |
| 콜럼버스-웨스트포인트 지구    | 77,911            | 콜럼버스 지구            | 58,595            | 론데스             | 58,595    |
| 콜럼버스-웨스트포인트 지구    | 77,911            | 웨스트포인트 지구        | 19,316            | 클레이             | 19,316    |
| 클리블랜드-인디아놀라 지구    | 55,738            | 클리블랜드 지구          | 30,628            | 볼리바르           | 30,628    |
| 클리블랜드-인디아놀라 지구    | 55,738            | 인디아놀라 지구          | 25,110            | 선플라워           | 25,110    |
| 뉴올리언스-메터리-해먼드 지구 | 1,507,017 55,535  | 뉴올리언스-머테어리 지구 | 1,270,530         | 제퍼슨             | 432,493   |
| 뉴올리언스-메터리-해먼드 지구 | 1,507,017 55,535  | 뉴올리언스-머테어리 지구 | 1,270,530         | 올리언스           | 390,144   |
| 뉴올리언스-메터리-해먼드 지구 | 1,507,017 55,535  | 뉴올리언스-머테어리 지구 | 1,270,530         | 세인트태머니       | 260,419   |
| 뉴올리언스-메터리-해먼드 지구 | 1,507,017 55,535  | 뉴올리언스-머테어리 지구 | 1,270,530         | 세인트찰스         | 53,100    |
| 뉴올리언스-메터리-해먼드 지구 | 1,507,017 55,535  | 뉴올리언스-머테어리 지구 | 1,270,530         | 세인트버나드       | 47,244    |
| 뉴올리언스-메터리-해먼드 지구 | 1,507,017 55,535  | 뉴올리언스-머테어리 지구 | 1,270,530         | 세인트존더밥티스트 | 42,837    |
| 뉴올리언스-메터리-해먼드 지구 | 1,507,017 55,535  | 뉴올리언스-머테어리 지구 | 1,270,530         | 플래크마인즈       | 23,197    |
| 뉴올리언스-메터리-해먼드 지구 | 1,507,017 55,535  | 뉴올리언스-머테어리 지구 | 1,270,530         | 세인트제임스       | 21,096    |
| 뉴올리언스-메터리-해먼드 지구 | 1,507,017 55,535  | 해먼드 지구              | 134,758           | 탕기파호아         | 134,758   |
| 뉴올리언스-메터리-해먼드 지구 | 1,507,017 55,535  | 피카윈 지구              | 55,535            | 펄리버             | 55,535    |
| 뉴올리언스-메터리-해먼드 지구 | 1,507,017 55,535  | 보갈루사 지구            | 46,194            | 워싱턴             | 46,194    |
| 없음                          | 없음              | 걸프포트-빌럭시 지구     | 417,665           | 해리슨             | 208,080   |
| 없음                          | 없음              | 걸프포트-빌럭시 지구     | 417,665           | 잭슨               | 143,617   |
| 없음                          | 없음              | 걸프포트-빌럭시 지구     | 417,665           | 핸콕               | 47,632    |
| 없음                          | 없음              | 걸프포트-빌럭시 지구     | 417,665           | 스톤               | 18,336    |
| 없음                          | 없음              | 머리디언 지구            | 99,408            | 로더데일           | 74,125    |
| 없음                          | 없음              | 머리디언 지구            | 99,408            | 클라크             | 15,541    |
| 없음                          | 없음              | 머리디언 지구            | 99,408            | 켐퍼               | 9,742     |
| 없음                          | 없음              | 스타크빌 지구            | 59,276            | 옥티베하           | 49,587    |
| 없음                          | 없음              | 스타크빌 지구            | 59,276            | 웹스터             | 9,689     |
| 없음                          | 없음              | 옥스퍼드 지구            | 54,019            | 라피엣             | 54,019    |
| 없음                          | 없음              | 그린빌 지구              | 43,909            | 워싱턴             | 43,909    |
| 없음                          | 없음              | 맥컴 지구                | 39,288            | 파이크             | 39,288    |
| 없음                          | 없음              | 그린우드 지구            | 38,130            | 르플로어           | 28,183    |
| 없음                          | 없음              | 그린우드 지구            | 38,130            | 캐럴               | 9,947     |
| 없음                          | 없음              | 나체스 지구              | 49,952 30,693     | 애덤스             | 30,693    |
| 없음                          | 없음              | 나체스 지구              | 49,952 30,693     | 콩코디아           | 19,259    |
| 없음                          | 없음              | 클락스데일 지구          | 22,124            | 코호마             | 22,124    |
| 없음                          | 없음              | 그레나다 지구            | 20,758            | 그레나다           | 20,758    |
| 없음                          | 없음              | 없음                     | 없음              | 먼로               | 35,252    |
| 없음                          | 없음              | 없음                     | 없음              | 파놀라             | 34,192    |
| 없음                          | 없음              | 없음                     | 없음              | 네쇼바             | 29,118    |
| 없음                          | 없음              | 없음                     | 없음              | 유니언             | 28,815    |
| 없음                          | 없음              | 없음                     | 없음              | 스콧               | 28,124    |
| 없음                          | 없음              | 없음                     | 없음              | 매리언             | 24,573    |
| 없음                          | 없음              | 없음                     | 없음              | 조지               | 24,500    |
| 없음                          | 없음              | 없음                     | 없음              | 리크               | 22,786    |
| 없음                          | 없음              | 없음                     | 없음              | 티파               | 22,015    |
| 없음                          | 없음              | 없음                     | 없음              | 뉴턴               | 21,018    |
| 없음                          | 없음              | 없음                     | 없음              | 웨인               | 20,183    |
| 없음                          | 없음              | 없음                     | 없음              | 티쇼밍고           | 19,383    |
| 없음                          | 없음              | 없음                     | 없음              | 아탈라             | 18,174    |
| 없음                          | 없음              | 없음                     | 없음              | 윈스턴             | 17,955    |
| 없음                          | 없음              | 없음                     | 없음              | 치카소             | 17,103    |
| 없음                          | 없음              | 없음                     | 없음              | 스미스             | 15,916    |
| 없음                          | 없음              | 없음                     | 없음              | 캘훈               | 14,361    |
| 없음                          | 없음              | 없음                     | 없음              | 월트홀             | 14,286    |
| 없음                          | 없음              | 없음                     | 없음              | 탤러해차이         | 13,809    |
| 없음                          | 없음              | 없음                     | 없음              | 그린               | 13,586    |
| 없음                          | 없음              | 없음                     | 없음              | 로렌스             | 12,586    |
| 없음                          | 없음              | 없음                     | 없음              | 에이미트           | 12,297    |
| 없음                          | 없음              | 없음                     | 없음              | 얠로부샤           | 12,108    |
| 없음                          | 없음              | 없음                     | 없음              | 제퍼슨데이비스     | 11,128    |
| 없음                          | 없음              | 없음                     | 없음              | 낙수비             | 10,417    |
| 없음                          | 없음              | 없음                     | 없음              | 몽고메리           | 9,775     |
| 없음                          | 없음              | 없음                     | 없음              | 클레이본           | 8,988     |
| 없음                          | 없음              | 없음                     | 없음              | 윌킨슨             | 8,630     |
| 없음                          | 없음              | 없음                     | 없음              | 벤턴               | 8,259     |
| 없음                          | 없음              | 없음                     | 없음              | 촉토               | 8,210     |
| 없음                          | 없음              | 없음                     | 없음              | 험프리스           | 8,064     |
| 없음                          | 없음              | 없음                     | 없음              | 프랭클린           | 7,713     |
| 없음                          | 없음              | 없음                     | 없음              | 제퍼슨             | 6,990     |
| 없음                          | 없음              | 없음                     | 없음              | 키트먼             | 6,792     |
| 없음                          | 없음              | 없음                     | 없음              | 샤키               | 4,321     |
| 없음                          | 없음              | 없음                     | 없음              | 이사퀘나           | 1,327     |
| 미시시피                      | 미시시피          | 미시시피                 | 미시시피          | 미시시피           | 2,976,149 |

## 참고
- 인구 수는 2019년 기준이며 단위는 '명'이다.
- 힌즈군은 미시시피주 행정 기관들이 있는 잭슨이 있기 때문에 굵은 글씨로 표기했다.

## 같이 보기
- 대도시 통계 지구